# Itaçu
Itaçu é um distrito do município de Itaguaçu, no Espírito Santo . O distrito possui  cerca de 2 200 habitantes e está situado na região norte do município .